# Gavojdia, Timiș
Gavojdia este satul de reședință al comunei cu același nume din județul Timiș, Banat, România. A fost atestat in 1725 de Ucrainieni Gavojdia a fost un sat în apropierea lugojului a fost atestat de Ucrainieni care mergeau în Caransebeș dar au făcut popas aici în noapte dar său stabilit aici în 1934 avea 24 de case în comunism era aici o fabrică dar a fost distrusă de un cutremur în 1994 în prezent primăria a dezvoltat comuna. este un lukoil care funcționează încă din 2010 și în prezent sunt și alte firme în zonă.